# 120-мм полковой миномёт образца 1943 года
120-мм полковой миномёт образца 1943 года (ПМ-43) — советский миномёт калибра 120 мм. Представляет собой гладкоствольную жёсткую систему, заряжание производилось с дульного среза. Один из самых успешных образцов оружия данного типа.

## История
Миномёт является модернизированным вариантом 120-мм миномёта образца 1938 года, модернизация была проведена коллективом конструкторов под руководством главного конструктора серийного завода А. А. Котова в 1943 году.
Повышение технологичности конструкции миномёта способствовало увеличению объёмов производства — в результате, уже в 1943 году штатное количество 120-мм миномётов в стрелковых дивизиях РККА было увеличено с 18 до 21.
До конца Великой Отечественной войны активно использовался наряду с 120-мм миномётами образца 1938 и 1941 годов.

## Описание
Конструкция ствола была упрощена, что позволило производить замену сломанного бойка без разборки миномёта, что не только удобно, но и важно в боевой обстановке. Кроме того, миномёт снабжался парными амортизаторами с более длинным ходом пружины и качающимся прицелом. Введение качающегося прицела упрощало механизм горизонтирования. В свою очередь повысило эксплуатационные и боевые характеристики миномёта.
Предположительно только в послевоенное время на дульной части установили предохранитель от двойного заряжания.

## Страны-эксплуатанты
- Азербайджан — 107 ПM-38 на хранении, по состоянию на 2017 год[3].
- Конго — 28 М-43 по состоянию на 2021 год[4]
- Молдова — 7 ПM-38 на хранении, по состоянию на 2017 год[5].
- Никарагуа - получены в 1980е годы, в 2022 году 24 шт. оставались на вооружении[6]
- Польша — в мае 1943 года[7] 120-мм миномёты получил 1-й польский отдельный 120-мм миномётный дивизион 1-й польской пехотной дивизии имени Т. Костюшко[8], а позднее — и другие польские части
- Россия — 900 ПM-38 на хранении, по состоянию на 2017 год[9]. 15 ПM-38 на хранении, по состоянию на 2017 год[10].
- Туркменистан — 66 ПM-38 на хранении, по состоянию на 2017 год[11].
- ЦАР — 12 М-1943 по состоянию на 2021 год[12]
- Украина — 30 ПM-38 на хранении, по состоянию на 2017 год[13].
- Южный Судан — некоторое количество ПМ-43 и Type-55 по состоянию на 2018 год[14]

### Бывшие операторы
- СССР
- Болгария
- Вьетнам — миномёты были приняты на вооружение Вьетнамской Народной армии и использовались партизанами НФОЮВ в ходе войны во Вьетнаме[15]
- Грузия — 14 шт. были получены по программе военной помощи из Болгарии[16]
- КНДР — оставались на вооружении по меньшей мере до 1997 года[17]
- Мали — 30 единиц ПМ-43, по состоянию на 2005 год